# Thomas Graftdijk

Thomas Graftdijk (Amsterdam, 14 juin 1949 - Umbertide, 10 février 1992) est un poète, écrivain et traducteur néerlandais.

## Biographie
Thomas Graftdijk naît à Amsterdam le 14 juin 1949. Après ses études secondaires, il étudie l’économie à l’Université d’Amsterdam.
Ses premières publications paraissent en novembre 1967 dans le journal littéraire Tirade alors qu’il n’avait que dix-huit ans. En 1970 il publia son premier recueil, Lachend op de achterste rij, poèmes parodiant la « poésie parlante », un style à la mode dans les années 1930 qui s’opposait au style de la « poésie pure », genre qui l’avait précédée.
En 1968, il fonde avec Dirk Ayelt Kooiman le journal littéraire Soma qui devait exister jusqu’en 1973 et être remplacé en 1974, toujours à l’initiative de Kooiman et de Graftdijk, par un autre journal littéraire, De Revisor,.
En 1977 parut le recueil Treurarbeid, histoires sombres et pathétiques dont l’un des thèmes était l’absence de progrès du genre humain. Celui-ci fut suivi en 1980 par son premier recueil de contes, Positieve helden, où l’exhibitionnisme et le sadisme jouaient un rôle important.
Graftdijk est également un traducteur prolifique. Il traduit entre autres des œuvres d’Elias Canetti, Hermann Hesse, Rainer Maria Rilke, Franz Kafka, Orlana Fallaci et Lou Andreas-Salomé. Après sa mort parurent également des traductions d’œuvres de  Friedrich Nietzsche, Sigmund Freud, et Thomas Mann,,.

## Œuvre
- 1970 – Lachend op de achterste rij

- 1977 – Treurarbeid

- 1980 – Positieve helden

### Membre de jurys littéraires
- 1971 – Prozaprijs van de gemeente Amsterdam (Prix de la ville d’Amsterdam pour une œuvre en prose) ; attribué à  H.C. ten Berge pour Een geval van verbeelding)

- 1973 – Herman Gorterprijs (Prix Herman Gorter; attribué à Habakuk II de Balker pour De gloeilampen, De varkens)